# Ryan Donato
Pour les articles homonymes, voir Donato.
Ryan Donato (né le 9 avril 1996 à Boston dans l'État du Massachusetts aux États-Unis) est un joueur professionnel américain de hockey sur glace. Il évolue au poste d'attaquant.
Il est le fils de Ted Donato, qui était également joueur de hockey professionnel.

## Biographie
Après avoir joué pour son école secondaire, Dexter School, il est repêché par les Bruins de Boston au 56e rang au deuxième tour lors du repêchage d'entrée dans la LNH 2014. En 2015, il rejoint l'équipe du Crimson de l'Université Harvard, là où son père est entraîneur-chef.
Durant son parcours universitaire, il part jouer avec l'équipe des États-Unis lors des Jeux olympiques d'hiver de 2018 se tenant à Pyeongchang en Corée du Sud. Avec 5 buts en autant de matchs, il est à égalité avec Kirill Kaprizov et Ilia Kovaltchouk pour le premier rang des buteurs lors du tournoi olympique.
Le 18 mars 2018, il signe avec les Bruins et fait ses débuts professionnels avec cette équipe. Le lendemain, à son premier match avec l'équipe, il marque trois points, dont un but, face aux Blue Jackets de Columbus. Tout en continuant à suivre ses cours à Harvard, il joue 12 matchs avec les Bruins et réalise 9 points, dont 5 buts.
Le 20 février 2019, il est échangé au Wild du Minnesota avec un choix conditionnel de 5e ronde en 2019 en retour de l'attaquant Charlie Coyle.
Le 5 octobre 2020, après avoir disputé 84 matchs avec le Wild, il est transigé aux Sharks de San José contre un choix de 3e ronde en 2021.

## Statistiques

### En club
| Saison     | Équipe                | Ligue      |     | Saison régulière | Saison régulière | Saison régulière | Saison régulière | Saison régulière |   | Séries éliminatoires | Séries éliminatoires | Séries éliminatoires | Séries éliminatoires | Séries éliminatoires |
| Saison     | Équipe                | Ligue      | PJ  | B                | A                | Pts              | Pun              | PJ               | B | A                    | Pts                  | Pun                  |                      |                      |
| 2014-2015  | Kings de South Shore  | USPHL-Pr   | 13  | 5                | 5                | 10               | 4                | -                | - | -                    | -                    | -                    |                      |                      |
| 2014-2015  | Lancers d'Omaha       | USHL       | 8   | 5                | 5                | 10               | 4                | 3                | 1 | 0                    | 1                    | 15                   |                      |                      |
| 2015-2016  | Université Harvard    | ECAC       | 32  | 13               | 8                | 21               | 26               | -                | - | -                    | -                    | -                    |                      |                      |
| 2016-2017  | Université Harvard    | ECAC       | 36  | 21               | 19               | 40               | 25               | -                | - | -                    | -                    | -                    |                      |                      |
| 2017-2018  | Université Harvard    | ECAC       | 29  | 26               | 17               | 43               | 10               | -                | - | -                    | -                    | -                    |                      |                      |
| 2017-2018  | Bruins de Boston      | LNH        | 12  | 5                | 4                | 9                | 2                | 3                | 0 | 0                    | 0                    | 0                    |                      |                      |
| 2018-2019  | Bruins de Boston      | LNH        | 34  | 6                | 3                | 9                | 2                | -                | - | -                    | -                    | -                    |                      |                      |
| 2018-2019  | Bruins de Providence  | LAH        | 18  | 7                | 5                | 12               | 7                | -                | - | -                    | -                    | -                    |                      |                      |
| 2018-2019  | Wild du Minnesota     | LNH        | 22  | 4                | 12               | 16               | 4                | -                | - | -                    | -                    | -                    |                      |                      |
| 2018-2019  | Wild de l'Iowa        | LAH        | 3   | 2                | 3                | 5                | 4                | 11               | 2 | 4                    | 6                    | 4                    |                      |                      |
| 2019-2020  | Wild du Minnesota     | LNH        | 62  | 14               | 9                | 23               | 12               | 2                | 0 | 0                    | 0                    | 2                    |                      |                      |
| 2020-2021  | Sharks de San José    | LNH        | 50  | 6                | 14               | 20               | 10               | -                | - | -                    | -                    | -                    |                      |                      |
| 2021-2022  | Kraken de Seattle     | LNH        | 74  | 16               | 15               | 31               | 40               | -                | - | -                    | -                    | -                    |                      |                      |
| 2022-2023  | Kraken de Seattle     | LNH        | 71  | 14               | 13               | 27               | 46               | 14               | 0 | 2                    | 2                    | 12                   |                      |                      |
| 2023-2024  | Blackhawks de Chicago | LNH        | 78  | 12               | 18               | 30               | 26               | -                | - | -                    | -                    | -                    |                      |                      |
| Totaux LNH | Totaux LNH            | Totaux LNH | 403 | 77               | 88               | 165              | 142              | 19               | 0 | 2                    | 2                    | 14                   |                      |                      |

### En équipe nationale
| Année | Équipe         | Compétition                 |    | PJ | B | A | Pts | Pun                |  | Résultat |
| 2016  | États-Unis U20 | Championnat du monde junior | 7  | 3  | 1 | 4 | 2   | Médaille de bronze |  |          |
| 2018  | États-Unis     | Jeux olympiques             | 5  | 5  | 1 | 6 | 2   | 7e place           |  |          |
| 2021  | États-Unis     | Championnat du monde        | 10 | 1  | 3 | 4 | 6   | Médaille de bronze |  |          |

## Trophées et honneurs personnels
- 2016-2017 :
  - nommé dans la deuxième équipe d'étoiles de l'ECAC
  - nommé dans la première équipe d'étoiles de l'Ivy League
  - nommé joueur de la saison de l'Ivy League
- 2017-2018 :
  - nommé dans la première équipe d'étoiles de l'ECAC
  - nommé dans la première équipe d'étoiles de la région Est de la NCAA
  - nommé joueur de la saison de l'ECAC
  - nommé dans la première équipe d'étoiles de l'Ivy League
  - finaliste du trophée Hobey-Baker du meilleur joueur de hockey de la NCAA